# 艦裝美娘團
《艦裝美娘團》（原名「舰娘世界、舰娘国服」）是北京龙珠数码运营的网页游戏。

## 运营与争议

### 侵权
在宣称中自称「风靡亚洲卡牌页游《舰队Collection》国服」。游戏官网的LOGO、系统、界面等元素甚至“舰娘”卡牌的人物立绘也和《舰队collection》極為相似，但在此之前开发公司并没有公布任何在中国的运营的计划，官网的视听许可证被披露为挪用的虚假许可证，且《舰娘国服》官方网站也没有角川游戏的版权信息，实际上只是一个私服。

### 其他
因怀疑其购买百度舰队Collection吧吧主之位，使得“70万买吧主”传闻广泛流传，导致《舰娘世界》服务器停止運行，并在之後遊戲一度關閉。舰队Collection的运营商DMM.com也表示注意到并“讨论相应的措施”。
2015年3月3日，舰娘世界更换网址并改名为舰装美娘团，重新以此名上線。
4月9日，舰装美娘团登陆QQ空间。
6月25日，舰装美娘团已从腾讯应用中下线。但遊戲截至2018年1月仍然在運作。
2019年時已經停止營運，但官網依然保留，未被移除。